# قريبات حلقيات الردف
قريبات حلقيات الردف (الاسم العلمي:†Cyclopygoidea) هي فوق فصيلة منقرضة من ثلاثيات الفصوص تتبع رتبة الغامضات.

## التصنيف
- فصيلة حلقيات الردف
  - جنس حلقية الردف
  - جنس ملتحمة العيون